# Cesare Goffi
Pour les articles homonymes, voir Goffi.
Cesare Goffi (né le 5 mai 1920 à Turin dans le Piémont et mort le 20 février 1995) est un joueur de football italien, qui jouait au poste de gardien de but.

## Biographie
Au cours de sa carrière, Goffi a gardé les cages de l'Associazione Sportiva Casale Calcio, du Cosenza Calcio 1914, de la Juventus (avec qui il a remporté son seul trophée, une coupe d'Italie en 1941-1942), du Calcio Padoue, de l'Associazione Sportiva Dilettantistica Junior Biellese Libertas, de l'Istituto Sociale Torino, de l'AC Coni 1905, du Calcio Catane, du Sport Club Marsala 1912 et de l'Association Sportiva Dilettantistica Montalto Ivrée.

## Palmarès
Juventus
- Coupe d'Italie (1) :
  - Vainqueur : 1941-42.